# Musée Grassi d'ethnologie

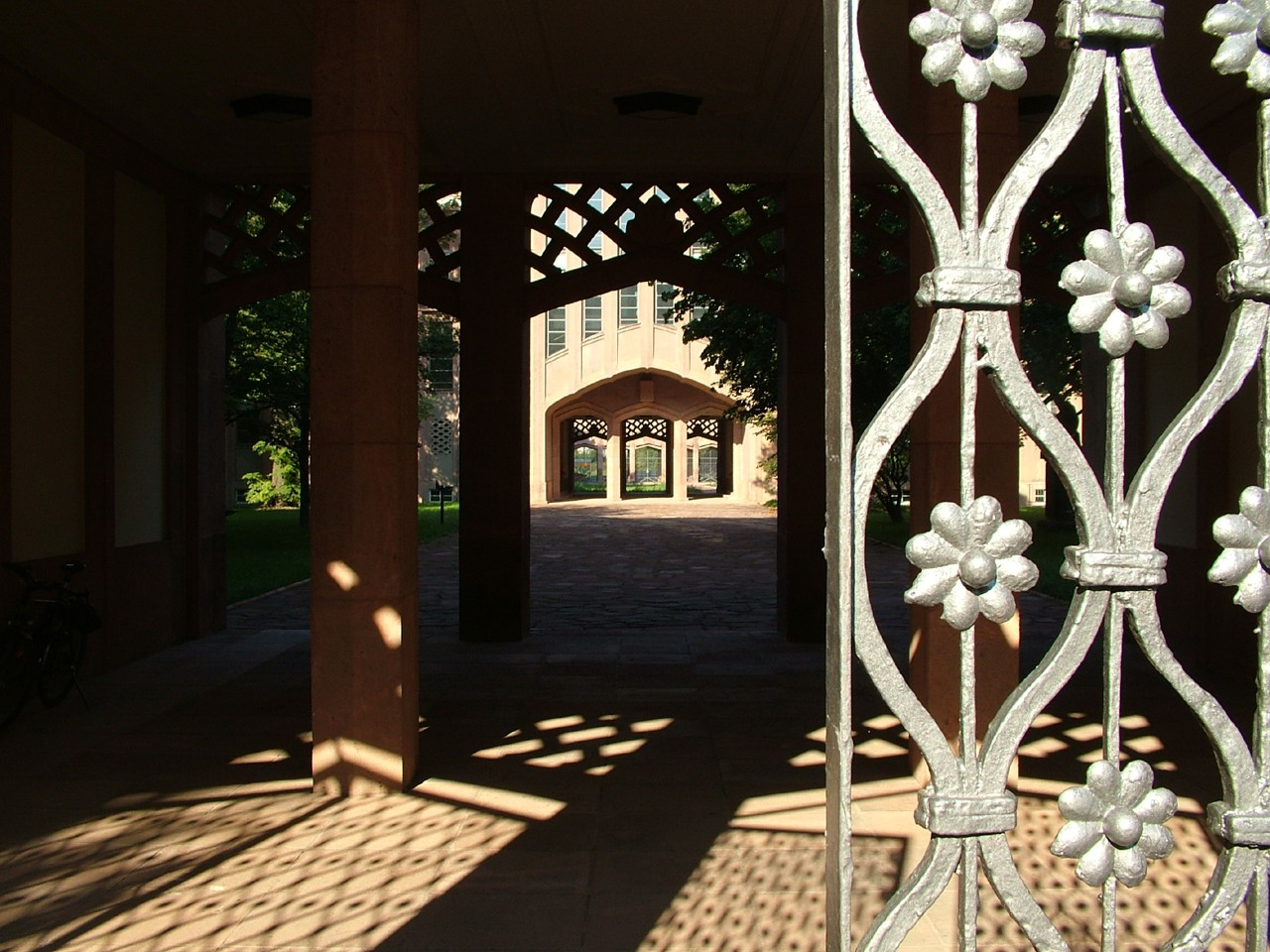
Vue de l'arrière, depuis le Johannisfriedhof

Le musée Grassi d'ethnologie (nom officiel allemand : Grassi Museum für Völkerkunde) est situé à Leipzig, en Allemagne. Il fait partie des Collections nationales d'ethnographie de Saxe.
C'est un musée d'ethnologie qui possède environ 220 000 objets du monde entier. En marge de l'exposition permanente, intitulée "Tours du monde", sont organisées de nombreuses expositions temporaires.

## Histoire

### Le musée
Ce musée est âgé de plus de 130 ans. Il a été fondé en 1869 par les habitants de Leipzig, qui soutiennent toujours le musée. Il a subi de nombreux déménagements, depuis son départ des  salles du laboratoire de chimie de la Liebigstraße en 1873 jusqu’à son arrivée définitive au Musée Grassi de la Johannisplatz en 1927. À peine y avait-on inauguré le nouveau musée qu’une grande partie des bâtiments fut détruite par les bombes lors de la Seconde Guerre mondiale. La reconstruction du Grassi Museum commença dès 1947. En 2001, le musée engagea quatre ans de travaux de rénovation du lieu et dut déplacer la collection au Mädlerpassage pendant les travaux. Le musée a rouvert en 2005 dans ses nouveaux bâtiments et avec une nouvelle muséographie.

### Hermann Obst: La création du musée et ses premières années
Le point de départ pour la création d’un musée d’ethnologie à Leipzig fut l’achat de la collection de Gustav Friedrich Klemm. Il possédait la plus importante collection de son temps, mais surtout la première collection d’ethnologie digne de ce nom. Un comité de 36 personnes se mit en place, sous l’égide d’Hermann Obst, pour acquérir cette collection en 1870, trois ans après la mort de son propriétaire et réaliser ainsi son vœu d’un musée retraçant l’histoire culturelle de l’humanité. Obst devint le premier directeur du musée et fonda l’association « Museum für Völkerkunde », dont un des membres éminents n’était autre qu’Heinrich Schliemann, le plus grand archéologue de son temps. 
La première exposition organisée au musée eut lieu en 1874. Les premières années du musée furent marquées par la soif d’acquisition d’Obst, qui n’avait de cesse d’élargir la collection. Lors de visites d’expositions universelles à Paris et Vienne lui furent offerts de nombreux présents qui vinrent enrichir la collection. Et en 1878, la Société allemande d’ethnologie d’Asie Orientale, basée à Tokyo, lui fit don de sa collection. En 1885, le musée acquit la collection des frères Adrian et Philippe Jacobsen et la quasi-totalité de la collection du Musée Godeffroy de Hambourg lui fut léguée. Deux ans plus tard, le musée reçut  la collection amassée par les géologues Alphons Stübel et Wilhelm Reiss pendant leurs neuf années d’expéditions en Amérique du Sud.
Enfin, Obst, pour permettre l’agrandissement de la collection, attribua les pleins pouvoirs à des émissaires qu’il nommait et qui avaient pour mission d’acquérir des objets pour le musée. Ce fut le début des « amis du musée ».

### Karl Weule: l’agrandissement de la collection
Hans Meyer fait partie de ces amis du musée. Il était lié d’amitié avec Karl Weule, le successeur d’Obst. Cet auteur, éditeur, aventurier et économiste légua au musée ce qui est encore aujourd’hui sa « Collection Béninoise ». Cette collection est un témoignage important de l’histoire de la population de l’actuel Nigeria.
Karl Weule développa notamment les relations entre le musée et l’Université de Leipzig. Il était le premier professeur d’ethnologie d’Allemagne. Il contribua au développement de l’enseignement, de la recherche et de la publication au sein du musée. 
À son époque, la collection connut un essor exceptionnel en mandatant des expéditions aux quatre coins du monde, notamment sous la direction des explorateurs Leo Fribenius, Hermann Meyer et Fritz Krause. 

### La Seconde Guerre mondiale: un coup d’arrêt pour le musée
La Seconde Guerre mondiale annihila tout espoir de continuer de telles expéditions. Une grande partie des bâtiments fut détruite par les bombes en 1943. Un cinquième de la collection fut perdu à tout jamais. L’Après-guerre fut une période difficile, la reconstruction du musée posant des difficultés. Les collections ont été retirées du musée et y sont retournées au fur et à mesure que la reconstruction avançait.

### Les années de RDA
Pendant le régime de la RDA, le musée devint également un centre de recherche d’État. Dans les années 1950, c’est l’idée de continuité qui primait : faire oublier la guerre en acquérant des collections pour remplacer celles perdues et favoriser le redéveloppement  des relations suspendues en temps de guerre avec d’autres établissements internationaux de recherche.  Dans les années 1960, l’agrandissement des collections fut assuré par les deux directeurs Wolfgang König (Asie Centrale et Mongolie) et Lothar Stein (Soudan, Égypte, Irak, Yemen).
Le musée connut une seconde expansion avec l’acquisition de collections privées et la reprise en main des collections à la fin du régime de la RDA.

### Depuis 1990
Aujourd’hui le musée compte 220 000 objets et environ 100 000 documents photos. Il est un des musées d’ethnologie majeurs en Europe. En 2001, le musée engagea quatre ans de travaux de rénovation du lieu et dut déplacer la collection au Mädlerpassage pendant les travaux. Le musée a rouvert en 2005 dans ses nouveaux bâtiments et avec une nouvelle muséographie. Le parcours de la collection permanente est désormais intitulé « Tours du monde ».

## Sources
Brochure du musée